# 非形式謬誤
非形式謬誤（英語：informal fallacies）意指一個推理犯了論證結構（形式）以外的錯誤。

## 表現方式
非形式謬誤有幾種常見的表現方式：
- 錯誤地使用或理解語言（言詞謬誤）
- 使用了不正確或有爭議的事實作為前提（實質謬誤）
- 預設了有爭議的隱藏前提（實質謬誤）
- 其他不合理的思路（可將這些思路形式視為「隱藏前提」，而歸於前者）

非形式謬誤由於以上幾種情形，使得論證缺乏合理性或說服力。需要檢驗論據的具體內容，才能確認非形式謬誤的存在，這往往需要關於現實世界的背景知識與常識。

## 外部連結
- （英文） http://www.fallacyfiles.org/inforfal.html （页面存档备份，存于）
- （英文） http://editthis.info/logic/Informal_Fallacies （页面存档备份，存于）